# Eutèxia
L'eutèxia és un fenomen que apareix en els canvis de fase d'alguns sistemes de dos components en el qual, per a una determinada proporció dels components, el sistema fon a una temperatura més baixa que els punts de fusió dels components i també més baixa que la de qualsevol altra mescla. La mescla que es forma per eutèxia s'anomena mescla eutèctica. Presenten eutèxia els aliatges d'argent i coure en la proporció 72/28 i també d'estany i plom en la proporció 62/38.
L'etimologia d'eutèxia prové del mot grec εὐτηξία, que significa liquiditat.